# تکفیر در ادیان

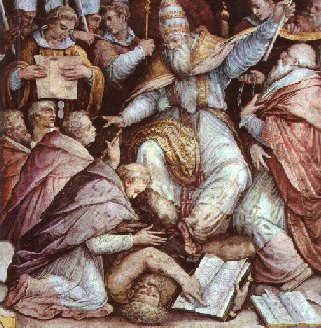
برداشت و اقتباسی تخیلی از پاپ گریگوریِ هفتم در حالِ تکفیرِ امپراتور هاینریش چهارم

تکفیر در ادیان به کُنشِ رسمی و سازمان‌یافته با دستمایه‌های انتقادِ مذهبی و برای محروم ساختن، تعلیق یا محدود کردنِ برخی حقوق و عضویتِ یک فرد یا گروه در یک جامعهٔ مذهبی گفته می‌شود.

## واژه‌شناسیِ تکفیر در اسلام
تکفیر در علم کلام و فقه به معنای نسبتِ کفر و شرک دادن به مسلمان است. تکفیر در اصل، به معنای پوشاندن است، ولی در عربی و فارسی به معانی گوناگونی به کار رفته‌است.

### نمونه‌های اسلامیِ تکفیر
از نمونه‌های برجستهٔ تکفیر می‌توان به تکفیر سلمان رشدی توسط روح‌الله خمینی طی یک فتوا به خاطرِ نوشتنِ کتابِ آیات شیطانی اشاره کرد.

### گروه‌های تکفیری
اصطلاحاً به گروه‌های تندرو سلفی که وابسته به وهابیت هستند، و برای مخالفان خود حکم تکفیر صادر می‌کنند گفته می‌شود. نمونه گروه‌های تکفیری گروه داعش است.

## کلیسا

### کلیسای لاتین
در کلیسای کاتولیکِ لاتین تکفیر به ندرت استفاده می‌شود. به‌گفتهٔ اسقف توماس جی پاپروشکی، فرد با تکفیر از کلیسای کاتولیک اخراج نمی‌شود، اما به سادگی از وارد شدن در فعالیت‌های خاص محروم خواهد شد.

### لوتریانیسم
در کلیسای لوتری نیز تکفیر وجود دارد و برپایهٔ برداشت‌های مارتین لوتر از بابِ هجدهمِ انجیل متی تعریف می‌شود. عقیدهٔ او بر این است که:
«ایمان، فقط ایمان برای نجاتِ انسان کافی است.»
لوتر از هفت اصل عبادتی در کلیسای کاتولیک فقط دو اصل آن یعنی غسل تعمید و عشای ربانی را قبول داشت. وی به کشیش بودنِ همهٔ مؤمنان اعتقاد داشت و روحانیان را طبقهٔ مستقلی نمی‌دانست.

## بودا
هیچ برابرِ مستقیمی از تکفیر در مکتبِ بودا وجود ندارد. با این حال، در ترواده می‌توان راهبانِ جامعهٔ رهبانی را برای ارتداد یا کنش‌های مهیب از گروه اخراج کرد.

## یهود
چِرِم بالاترین سرزنشِ دینی در یهودیت است. این محرومیت شاملِ طردِ یک فرد از جامعهٔ یهودی است. به جز در جامعهٔ حریدی که پس از عصر روشنگری و ادغام در جوامعِ دیگر، چِرِم را از دایرهٔ محرومیت‌های خود حذف کرد.